# Tao-Tao, mały miś panda
Tao-Tao, mały miś panda / Niedźwiadek Tao-Tao / Tao-Tao (jap. タオタオ絵本館 世界動物ばなし Tao Tao Ehonkan Sekai Doubutsu Banashi) – japoński serial anime wyprodukowany w 1983 roku w reżyserii Shuichi Nakahara i Tatsuo Shimamura. Muzykę przewodnią serialu skomponował czeski kompozytor Karel Svoboda.

## Fabuła
Serial anime opowiada o przygodach małej pandy imieniem Tao-Tao, który wraz z przyjaciółmi często słucha ciekawych opowieści swojej mamy.

## Wersja japońska

### Obsada (głosy)
- Tarako jako Tao Tao
- Taeko Nakanishi jako mama Tao Tao
- Minori Matsushima jako Kiki

## Wersja polska
W Polsce serial był emitowany na kanale TVP1 w 1992 roku pod nazwą Tao-Tao w programie dla dzieci Ciuchcia, a także w latach 1993-1994 w ramach Wieczorynki pod nazwą Niedźwiadek Tao-Tao. Była to wersja z niemieckim dubbingiem i polskim lektorem (Januszem Szydłowskim). Serial został wydany na kasetach VHS pod nazwą Tao-Tao, mały miś panda. Dystrybucja: Notoria.

## Lista odcinków
| Sezon 1 - 01. Die Krähe mit der roten Kappe - 02. Kleiner Hase, großer Löwe - 03. Die Schlange und der Tausendfüßler - 04. Die hochnäsigen Froschschwestern - 05. Der Krokodilkönig - 06. Das große Gerücht - 07. Die weiße Kamelstute - 08. Die falsche Fledermaus - 09. Der eitle Geier - 10. Die seltsamen Freunde - 11. Die große Frage der kleinen Maus - 12. Der selbstsüchtige Wetterhahn - 13. Der unzufriedene Schmetterling - 14. Der große Vogelzug - 15. Das Abenteuer der beiden kleinen Fische - 16. Die Heirat des Elfenmädchens - 17. Die drei kleinen Schweinchen - 18. Das Wolkenzebra - 19. Der Regenbogenvogel - 20. Der kleine Hund und der große Knochen - 21. Die plappernde Schildkröte - 22. Das häßliche Entlein - 23. Północny wiatr i sowa (Der Nordwind und die Eule) - 24. Der gestiefelte Kater - 25. Das Geschenk des Fisches - 26. Die verschwundenen Lichterelfen | Sezon 2 - 27. Mądra żabka (Der kluge Frosch) - 28. Stadtmaus und Fledermaus - 29. Fauler Ronny, fleißiger Micky - 30. Die besten Freunde der Welt - 31. Die lange Wanderung - 32. Familie Reiher und der Fuchs - 33. Das Himmelskalb - 34. Der eingebildete Hase - 35. Dwanaście miesięcy (Die zwölf Monate) - 36. Die mutige Wasserschildkröte - 37. Die drei blauen Affen - 38. Der goldene Vogel - 39. Das Eichhorn und die Prinzessin - 40. Niewłaściwe życzenie (Die falschen Wünsche) - 41. Die Ameise und der Grashüpfer - 42. Der Sonnenhund - 43. Der Vogel Wehmus - 44. Das Regenbärchen - 45. Tok und Mok - 46. Die gute Idee des Waschbären - 47. Das Feuer - 48. Die Bremer Stadtmusikanten - 49. Die dankbare Maus - 50. Maksil und Maliket - 51. Kalif bocian (Kalif Storch) - 52. Der Traumelefant |